# Arroyo de Calzas Anchas
Arroyo de Calzas Anchas är ett vattendrag i Spanien.   Det ligger i provinsen Provincia de Sevilla och regionen Andalusien, i den sydvästra delen av landet, 400 km sydväst om huvudstaden Madrid.